# 二次詐騙
二次詐騙是一種詐騙手法，指的是詐騙集團鎖定先前曾受騙之被害人，假稱為警方、檢察官、銀行人員、駭客等身分，對被害人聲稱可幫其追回遭騙款項（或已追回遭騙款項）、但必須要依指示進行一系列操作（通常是以收取手續費、保證金等各種名義要求匯款），利用被害人急於追回遭騙款項之心理，而騙取其錢財。